# کوئومی، ناگانو
کوئومی، ناگانو (به لاتین: Koumi, Nagano) یک منطقهٔ مسکونی در ژاپن است که در استان ناگانو واقع شده‌است. کوئومی ۱۱۴٫۲۰ کیلومترمربع مساحت و ۴٬۶۰۸ نفر جمعیت دارد.